# The Outlaw's Revenge
The Outlaw's Revenge er en amerikansk stumfilm fra 1915 af Christy Cabanne.

## Medvirkende
- Raoul Walsh.
- Irene Hunt.
- Teddy Sampson.
- Mae Marsh.
- Robert Harron.